# E47 (Danmark)
E47 går som motorväg i Danmark mellan Helsingör via Köpenhamn till färjeläget Rødbyhavn. Sträckan mellan Helsingör och Falster delas med E55. Vägen används av många svenskar som ska vidare ut i Europa. Många kommer med E4 eller E6 och tar färjan Helsingborg - Helsingör och kör sedan hela E47 via båtarna Rødbyhavn–Puttgarden till Lübeck och vidare genom Tyskland. Många tar också Öresundsbron, efter dess tillkomst 2000, och ansluter söder om Köpenhamn. Många åker för övrigt vidare på E20 över Stora Bält istället för på E47 då detta utgör fasta förbindelser hela vägen, vilket innebär 165 km mer att köra, men liknande restid.
De första 5 km av danska E47 går på gator i Helsingör. Motorvägen börjar strax utanför Helsingör och fortsätter sedan ner mot Köpenhamn. Den går runt staden på en av dess motorvägsringar innan den ansluter till E20 vid Brøndby Strand, vid motorvägskorsningen Avedøre Holme. Tillsammans går sedan E20, E47 och E55 på den enda trefiliga delen av motorvägen fram till Køge där E20 sedan fortsätter själv mot Stora Bältbron. E47 och E55 går sedan söderut på Själland mot Vordingborg. Öster om staden ligger bron till Falster, Farøbron. På Falster fortsätter motorvägen och till Lolland genom Guldborgsundstunneln. På avfart 44 som är den sista före tunneln lämnar E55 som går vidare som landsväg till Gedser.

## Historia
Motorvägen längs danska E47 är byggd under tiden 1956-1990. Äldsta delen är Jægersborg – Hørsholm norr om Köpenhamn från 1956, Danmarks första motorväg. Redan 1941 resp 1942 påbörjades på tysk order motorvägarna Rødby – Sakskøbing  och Jægersborg - Hørsholm. Arbetet stoppades efter en tid och de färdigställdes först många år senare.  Rødby – Sakskøbing blev klar 1963 och har inga vägrenar och hastigheten är därför 110 km/h istället för den vanliga 130 km/h som råder i Danmark.
Sträckan Brønsholm(Hørsholm)–Mørdrup(Helsingør) öppnades 1974 vilket gjorde sträckan Köpenhamn – Helsingør(förort) klar. Förbifarten Motorring 3, mellan Jægersborg – Avedøre(Brøndby) byggdes 1966–1980.  Motorvägen var klar Köpenhamn – Køge 1972 och Køge – Ønslev inklusive Faröbroarna var klar 1990. Sträckan Ønslev-Sakskøbing genom Guldborgsundstunneln och anslutningar är byggd 1985 som motortrafikled men byggdes om till motorväg 2007.
Det är beslutat att bygga en fast förbindelse mellan  Rødbyhavn–Puttgarden i form av en kombinerad motorvägs- och järnvägstunnel, Fehmarn Bält-förbindelsen, klar cirka 2028.